# 常青街道 (武汉市)
常青街道是中华人民共和国湖北省武汉市江汉区下辖的一个街道办事处。

## 行政区划
常青街道下辖以下村级行政区划单位：
扬子社区、复兴社区、贺家墩社区、詹家墩社区、富豪社区、发展社区、银河里社区、八达里社区、邬家墩社区和常宏社区。